# Records du Kazakhstan d'athlétisme

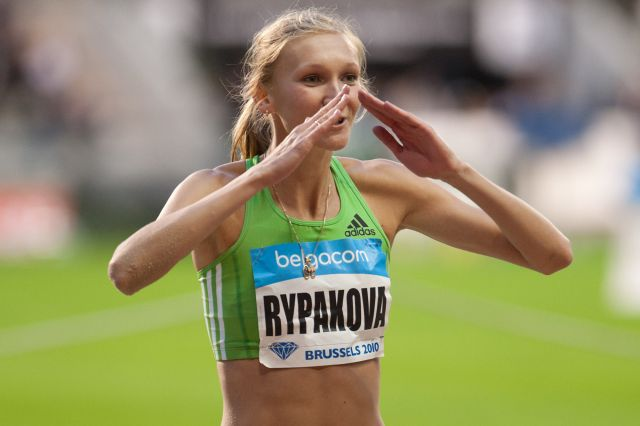
Olga Rypakova détient le record d'Asie du triple saut.

Les records du Kazakhstan d'athlétisme sont les meilleures performances réalisées par des athlètes kazakhs et homologuées par la Fédération d'athlétisme de la République du Kazakhstan.

## Plein air

### Hommes
| Épreuve              | Record | Athlète                                                                      | Date             | Compétition                | Lieu            | Réf.  |
| -------------------- | --- | ---------------------------------------------------------------------------- | ---------------- | -------------------------- | --------------- | ----- |
| 100 m                | 10 s 08 (+1,3 m/s) | Vitaliy Savin                                                                | 13 août 1992     | Meeting Gugl               | Linz            |       |
| 200 m                | 20 s 34 (-1,2 m/s) | Vladimir Muravyov                                                            | 18 août 1984     | Jeux de l'Amitié           | Moscou          |       |
| 400 m                | 45 s 25 | Mikhail Litvin                                                               | 22 avril 2019    | Championnats d'Asie        | Doha            | [ 1 ] |
| 800 m                | 1 min 46 s 99 | Mikhail Kolganov                                                             | 5 juin 2004      |                            | Almaty          |       |
| 1 500 m              | 3 min 37 s 54 | Vladimir Kalsin                                                              | 24 juin 1984     |                            | Kiev            |       |
| 3 000 m              | 7 min 48 s 35 | Sergey Navolokin                                                             | 14 juillet 1982  |                            | Klagenfurt      |       |
| 5 000 m              | 13 min 35 s 64 | Sergey Navolokin                                                             | 22 août 1982     | Mémorial Kuts              | Podolsk         | [ 2 ] |
| 10 000 m             | 27 min 58 s 9 | Anatoliy Badrankov                                                           | 3 novembre 1978  |                            | Tachkent        |       |
| Semi-marathon        | 1 h 04 min 09 s | Aleksandr Saprykin                                                           | 2 avril 1995     |                            | La Rochelle     | [ 3 ] |
| Marathon             | 2 h 11 min 59 s | Nikolay Penzin                                                               | 3 septembre 1978 | Championnats d'Europe      | Prague          |       |
| 110 m haies          | 13 s 49 (+2,0 m/s) | Igor Khitryakov                                                              | 5 juillet 1988   | Championnats d'URSS        | Tallinn         | [ 4 ] |
| 400 m haies          | 48 s 46 | Yevgeniy Meleshenko                                                          | 31 août 2001     | Universiade                | Pékin           |       |
| 3 000 m steeple      | 8 min 24 s 13 | Artyom Kosinov                                                               | 11 juin 2012     | Moscow Challenge           | Moscou          | [ 5 ] |
| Saut en hauteur      | 2,36 m | Sergey Zasimovich                                                            | 5 mai 1984       |                            | Tachkent        |       |
| Saut à la perche     | 5,92 m | Igor Potapovich                                                              | 13 juin 1992     |                            | Dijon           |       |
| Saut en longueur     | 8,16 m | Sergey Vasilenko                                                             | 18 juin 1988     |                            | Alma Ata        |       |
| Triple saut          | 17,58 m (+1,5 m/s) | Oleg Sakirkin                                                                | 23 juillet 1989  | Championnats d'URSS        | Nijni Novgorod  | [ 6 ] |
| Lancer du poids      | 20,95 m | Ivan Ivanov                                                                  | 26 juillet 2019  | Championnats du Kazakhstan | Almaty          |       |
| Lancer du disque     | 60,30 m | Vitaliy Zhuk                                                                 | 26 avril 1975    |                            | Alma Ata        |       |
| Lancer du marteau    | 77,60 m | Vladimir Lesovoy                                                             | 27 juin 1977     |                            | Alma Ata        |       |
| Lancer du javelot    | 85,16 m | Viktor Yevsyukov                                                             | 21 juin 1987     |                            | Karl-Marx-Stadt |       |
| Décathlon            | 8 725 pts (AR) | Dmitriy Karpov                                                               | 23–24 août 2004  | Jeux olympiques            | Athènes         | [ 7 ] |
| Décathlon            | 10 s 50 (+2.2 m/s) (100 m), 7,81 m (-0.9 m/s) (longueur), 15,93 m (poids), 2,09 m (hauteur), 46 s 81 (400 m) / 13 s 97 (+1,5 m/s) (110 m haies), 51,65 m (disque), 4,60 m (perche), 55,54 m (javelot), 4 min 38 s 11 (1 500 m) |                                                                              |                  |                            |                 |       |
| 20 km marche (route) | 1 h 19 min 55 s | Valeriy Borisov                                                              | 20 avril 1996    |                            | Sotchi          |       |
| 50 km marche (route) | 3 h 39 min 22 s | Sergey Korepanov                                                             | 2 mai 1999       | Coupe du monde de marche   | Mézidon-Canon   |       |
| 4 × 100 m            | 39 s 30 | Équipe nationale Yuriy Yazynin Oleg Borov Vladimir Muravyov Vitaliy Savin    | 31 mai 1988      |                            | Sotchi          |       |
| 4 × 400 m            | 3 min 07 s 66 | Équipe nationale Vyacheslav Zems Andrey Sokolov David Efremov Mikhail Litvin | 13 juillet 2019  | Universiade                | Naples          | [ 8 ] |

### Femmes
| Épreuve              | Record | Athlète                                                                                   | Date               | Compétition                 | Lieu                       | Réf.   |
| -------------------- | --- | ----------------------------------------------------------------------------------------- | ------------------ | --------------------------- | -------------------------- | ------ |
| 100 m                | 11 s 12 (+0,7 m/s) | Olga Bludova                                                                              | 1er juin 2012      |                             | Tachkent                   | [ 5 ]  |
| 200 m                | 22 s 66 (+0,7 m/s) | Viktoriya Zyabkina                                                                        | 28 juin 2016       | Mémorial Kozanov            | Almaty                     |        |
| 400 m                | 50 s 68 | Tatyana Roslanova                                                                         | 5 juin 2004        |                             | Almaty                     |        |
| 800 m                | 1 min 56 s 0 | Valentina Gerasimova                                                                      | 12 juin 1976       | Championnats d'URSS         | Kiev                       | [ 9 ]  |
| 1 500 m              | 4 min 10 s 26 | Galina Reznikova                                                                          | 22 juin 1983       | Spartakiade                 | Moscou                     |        |
| 3 000 m              | 8 min 34 s 65 | Caroline Chepkoech Kipkirui                                                               | 26 août 2022       | Athletissima                | Lausanne                   |        |
| 5 000 m              | 14 min 45 s 69 | Daisy Jepkemei                                                                            | 2 juin 2022        | Meeting de Montreuil        | Montreuil                  |        |
| 10 000 m             | 30 min 17 s 64 | Caroline Chepkoech Kipkirui                                                               | 16 juillet 2022    | Championnats du monde       | Eugene                     | [ 10 ] |
| Semi-marathon        | 1 h 12 min 5 s | Natalya Sorokivaskaya                                                                     | 10 janvier 1993    |                             | Egmond aan Zee             | [ 11 ] |
| Marathon             | 2 h 26 min 42 s | Zhanna Mamazhanova (en)                                                                   | 14 avril 2024      | Marathon de Rotterdam       | Rotterdam                  | [ 12 ] |
| 100 m haies          | 12 s 44 (-0,8 m/s) (AR) | Olga Shishigina                                                                           | 27 juin 1995       |                             | Lucerne                    |        |
| 400 m haies          | 54 s 50 | Natalya Torshina                                                                          | 27 mai 2000        |                             | Vila Real de Santo António |        |
| 3 000 m steeple      | 8 min 53 s 02 | Norah Jeruto                                                                              | 20 juillet 2022    | Championnats du monde       | Eugene                     | [ 13 ] |
| Saut en hauteur      | 2,01 m | Olga Turchak                                                                              | 7 juillet 1986     | Goodwill Games              | Moscou                     | [ 14 ] |
| Saut à la perche     | 4,20 m | Olga Lapina                                                                               | 17 mai 2014        |                             | Busan                      |        |
| Saut à la perche     | 4,20 m | Anastasiya Yermakova                                                                      | 26 juin 2024       | Mémorial Kozanov            | Almaty                     | [ 15 ] |
| Saut en longueur     | 7,31 m (+1,5 m/s) | Yelena Khlopotnova                                                                        | 12 septembre 1985  |                             | Alma Ata                   |        |
| Triple saut          | 15,25 m (+1,7 m/s) (AR) | Olga Rypakova                                                                             | 4 septembre 2010   | Coupe continentale          | Split                      | [ 16 ] |
| Lancer du poids      | 19,26 m | Yelena Ortina                                                                             | 10 août 1986       |                             | Tcheliabinsk               |        |
| Lancer du disque     | 68,18 m | Tatyana Lesovaya                                                                          | 23 septembre 1982  |                             | Alma Ata                   |        |
| Lancer du marteau    | 63,80 m | Anastasia Kaloshina                                                                       | 5 juin 2025        |                             | Brest                      | [ 17 ] |
| Lancer du javelot    | 52,76 m | Varvara Nazarova                                                                          | 4 juin 2016        | Championnats d'Asie juniors | Hô Chi Minh-Ville          | [ 18 ] |
| Heptathlon           | 6 272 pts | Yelena Davydova                                                                           | 13–14 juillet 1987 |                             | Zagreb                     |        |
| Heptathlon           | 14 s 33 (100 m haies), 1,89 m (hauteur), 12,77 m (poids), 25 s 07 (200 m) / 6,37 m (longueur), 47,14 m (javelot), 2 min 15 s 56 (800 m) |                                                                                           |                    |                             |                            |        |
| 20 km marche (route) | 1 h 28 min 38 s | Svetlana Tolstaya                                                                         | 25 mai 2002        |                             | Tcheboksary                |        |
| 35 km marche (route) | 2 h 54 min 50 s | Galina Yakusheva                                                                          | 22 juillet 2022    | Championnats du monde       | Eugene                     |        |
| 4 × 100 m            | 43 s 35 | Équipe nationale Svetlana Ivanchukova Viktoriya Zyabkina Yuliya Rakhmanova Olga Safronova | 25 juillet 2015    |                             | Almaty                     |        |
| 4 × 400 m            | 3 min 30 s 03 | Équipe nationale Marina Maslyonko Viktoriya Yalovtseva Margarita Matsko Olga Tereshkova   | 26 novembre 2010   | Jeux asiatiques             | Guangzhou                  | [ 19 ] |